# Espoo
 Espoo (švedski: Esbo) je drugi po veličini grad u Finskoj. Smješten je u južnom dijelu zemlje na obali Finskog zaljeva. Zajedno s Helsinkijom, Vantaaom i Kauniainenm čini metropolsko područje Velikog Helsinkija.

## Povijest
Prvi stanovnici na ovo područje stigli su prije oko 9000 godina. Stalno naselje osnovano je u 12. i 13. stoljeću. Kraljevska cesta koja prolazi kroz Espoo na putu iz Stockholma preko Turkua na Viipuri datira iz 13. stoljeća. Najstarija sačuvana zgrada u Espoou, katedrala potječe iz 1480.  Godine 1920., Espoo je samo ruralna općina s oko 9000 stanovnika, od kojih je 70 % govorilo švedski jezik. Poljoprivreda je glavni izvor prihoda, s 75% stanovništva što žive od poljoprivrede. Kauniainen je odvojen od Espooa 1920, te je stekao gradska prava iste godine kao i Espoo 1972.
Grad se počinje strelovito razvijati 1940-ih i 50-ih. Ubrzo se razvio iz ruralne općine u potpunosti razvijeni industrijski grad, gradska prava dobiva 1972. Zbog svoje blizine Helsinkija, postao je popularan među ljudima koji rade u glavnom gradu. U pedeset godina od 1950. do 2000. broj stanovnika je porastao s 22.000 na 210.000. Od 1945, većina ljudi u Espoou bili su finskog govornog područja. Godine 2006., govornici švedskog jezika čine tek 9 % od ukupnog stanovništva. Rast broj stanovnika i dalje se nastavlja, ali sporijim tempom.

## Stanovništvo
| Kretanje broja stanovnika                  | Kretanje broja stanovnika | Kretanje broja stanovnika | Kretanje broja stanovnika |
| Godina                                     | Stanovnika                | Godina                    | Stanovnika                |
| ------------------------------------------ | ------------------------- | ------------------------- | ------------------------- |
| 1901.                                      | 5.888                     | 1975.                     | 120.632                   |
| 1910.                                      | 7.891                     | 1980.                     | 137.409                   |
| 1920.                                      | 8.817                     | 1985.                     | 156.778                   |
| 1930.                                      | 11.370                    | 1990.                     | 172.629                   |
| 1940.                                      | 13.378                    | 1995.                     | 193.754                   |
| 1950.                                      | 22.878                    | 2000.                     | 213.271                   |
| 1960.                                      | 53.042                    | 2006.                     | 235.019                   |
| 1970.                                      | 92.655                    | 2030. (procjena)          | 305.000                   |
| Stanovništvo po gradskim četvrtima (2006.) |                           |                           |                           |
| Četvrt                                     | Stanovnka                 | Četvrt                    | Stanovnika                |
| Leppävaara                                 | 58.048                    | Vanha-Espoo               | 33.613                    |
| Espoonlahti                                | 48.649                    | Pohjois-Espoo             | 9.754                     |
| Tapiola                                    | 41.905                    | Kauklahti                 | 6.191                     |
| Matinkylä                                  | 33.613                    |                           |                           |

Prama podacima od 1. siječnja 2007. 95,1 % stanovništva su Finci, a 4,9 % drugih nacionalnosti. Vjerska pripadnost bila je 77,4 % luteranska, 1,3 % pravoslavna, 1,3 % ostala i 19,9 % stanovništva nema vjersku pripadnost.

## Gradovi prijatelji
| - Esztergom, Mađarska - Gatchina, Rusija - Irving, Texas, SAD - Køge, Danska - Mumbai, Indija - Kongsberg, Norveška | - Kristianstad, Švedska - Nõmme, Estonija - Sauðárkrókur, Island - Šangaj, Kina - Soči, Rusija |

## Vanjske poveznice
- Službene stranice grada